# Rifugio Alpenzu
Il rifugio Alpenzu (pron. ted. AFI : [alpɛnt͡suː] - alt. 1779 m s.l.m.) è un rifugio alpino che si trova nella Valle del Lys nella Valle d'Aosta.
Si trova lungo il percorso del Tour del Monte Rosa e dell'Alta via della Valle d'Aosta n. 1.

## Caratteristiche e informazioni

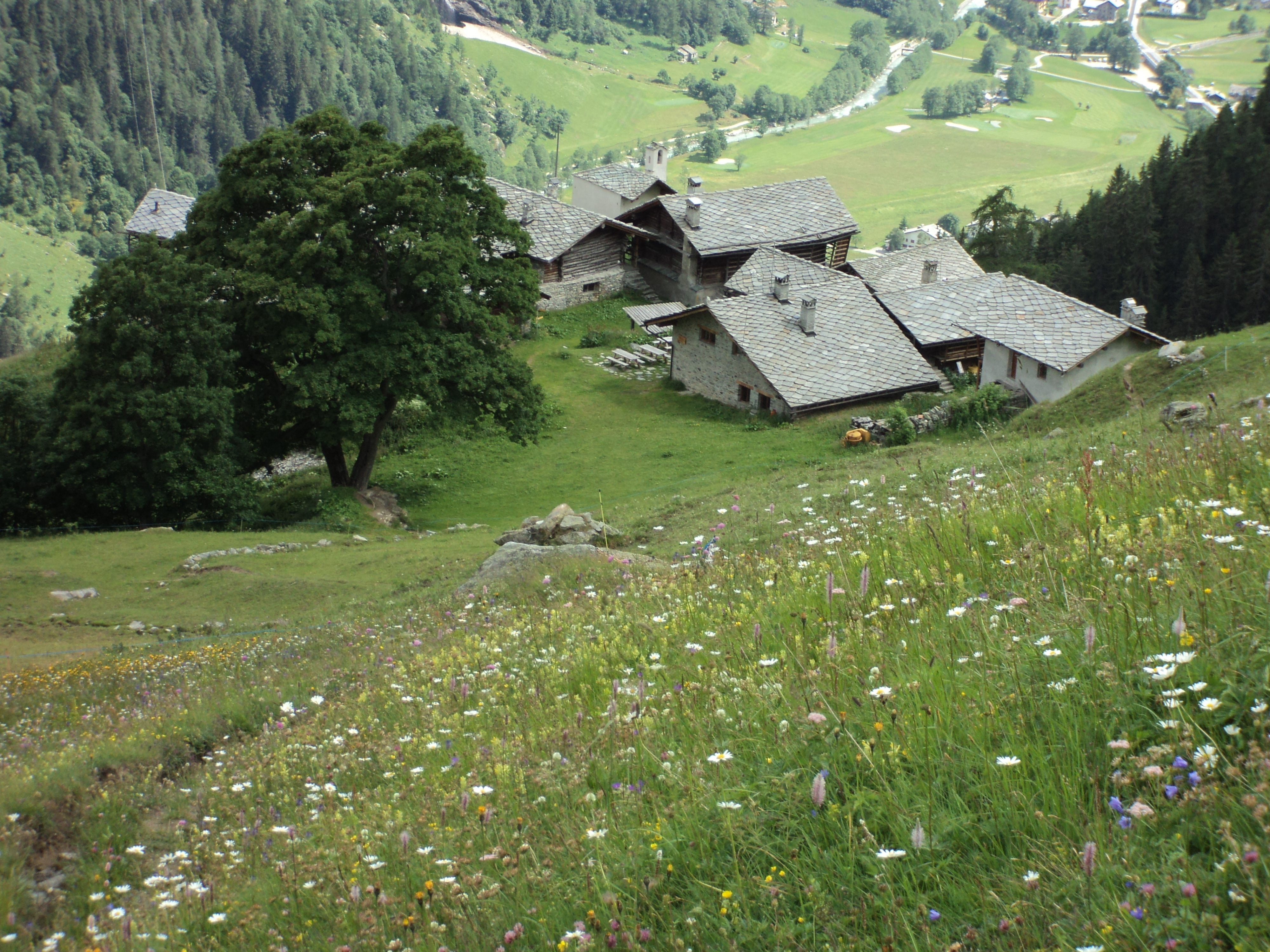
Il villaggio di Gròssò Albezò.

Il rifugio è collocato nel villaggio di Gròssò Albezò, sulla destra orografica del Lys, all'altezza di Gressoney-Saint-Jean.
Il villaggio di Gròssò Albezò conserva ancora molti elementi della cultura Walser.

## Accesso
Dalla frazione Chemonal di Gressoney-Saint-Jean il rifugio è raggiungibile tramite il sentiero n. 6 in circa un'ora.

## Ascensioni
- Testa Grigia - 3.315 m

## Traversate
- Rifugio Guglielmina - 2.880 m - in Valsesia
- Rifugio città di Vigevano - 2.864 m - in Valsesia
- Rifugio Grand Tournalin - 2.600 m - in Val d'Ayas
- Rifugio Ospizio Sottile - 2.480 m - nei pressi del Colle di Valdobbia
- Rifugio Arp - 2.400 m - in Val d'Ayas
- Rifugio del Gabiet - 2.375 m - nella Valle del Lys
- Rifugio Ferraro - 2.090 m - in Val d'Ayas
- Rifugio Guide Frachey - 2.066 m - in Val d'Ayas
- Rifugio Vieux Crest - 1.985 m - in Val d'Ayas